# Ugyops houadouensis
Ugyops houadouensis är en insektsart som beskrevs av William Lucas Distant 1920. Ugyops houadouensis ingår i släktet Ugyops och familjen sporrstritar. Inga underarter finns listade i Catalogue of Life.